# Sicofante
Sicofante, (in greco συκοφάντης) nell'antica Atene, indicava un soggetto prezzolato per sostenere denuncia, anche falsamente.

## Etimologia
Si tratta di una parola greca (σῦκον, fico, e φαίνειν indicare), che, secondo l'etimologia più accreditata, si riferiva in origine a chi denunciava gli esportatori di fichi dall'Attica (o anche chi rubava i fichi sacri). Esportare fichi voleva dire sottrarre l'alimento principale della gente particolarmente povera, e perciò era un'attività vietata dalle leggi annonarie. Il sicofante in quest'ottica era colui che non esitava nel denunciare il furto di oggetti senza valore. Una diversa interpretazione ne vuole la derivazione dai ladri dei fichi sacri.

## Storia
In origine non aveva la forte valenza negativa che, viceversa, assunse quando cominciò a indicare chi di mestiere faceva l'accusatore. Nel sistema giuridico ateniese qualunque cittadino poteva sostenere l'accusa e il processo era un fatto corale di tutta la città. In caso di vittoria del processo, l'accusatore percepiva parte della multa versata dalla difesa.
L'abuso delle accuse fatte solo per ragioni politiche o economiche ne fece dunque mutare il significato. I sicofanti erano agli occhi della società coloro che lanciavano accuse e denunce non in uno spirito civico, ma per guadagno: questa deviazione dal ruolo originario rese il termine ingiurioso nell'Antichità, tanto che Demostene li definiva "cani del popolo".
Il sistema ateniese introdusse in seguito delle sanzioni per limitare il diffondersi delle attività dei sicofanti: grosse multe venivano assegnate a coloro che lanciavano accuse infondate e gli accusatori la cui azione non era approvata da almeno un quinto dell'Eliea venivano privati del diritto di lanciare accuse. Malgrado ciò, il mestiere di sicofante rimase fonte di notevole lucro.

## Menzioni letterarie
La menzione più celebre è nel Critone di Platone, ma altri passi famosi sono nelle commedie di Aristofane:
- ne I cavalieri: Demos (che significa: popolo - una allegoria compiuta) e che cela Demostene, incline a ascoltare i consigli del servo Paflagone (che cela Cleone) viene convinto, da altri due servi, a eleggere il salsicciaio Agoracrito. Sono i sicofanti a distruggere politicamente un candidato migliore;
- anche ne Gli acarnesi tra i personaggi compaiono due sicofanti.
- Lisia, nella Contro Eratostene, accusa i Trenta tiranni di essere sicofanti.
- Senofonte, Memorabili.
- Cremete, ne Le donne al parlamento, dà a Blepiro del sicofante.